# Stephen Spender
Stephen Harold Spender CBE, född 28 februari 1909 i Kensington i London, död 16 juli 1995 i Westminster i London, var en brittisk poet, romanförfattare och essäist som skrev framför allt om klasskamp och sociala orättvisor i sina verk. 1965-1966 utsågs han till den sjuttonde officiella United States Poet Laureate vid USA:s kongressbibliotek.
Spender var en del av den så kallade Audengruppen med bland andra W.H. Auden, Christopher Isherwood, Louis MacNeice och Cecil Day-Lewis. Han kände poeten David Jones, och kom även att lära känna W. B. Yeats, Allen Ginsberg, Ted Hughes, Joseph Brodsky, Isaiah Berlin, Mary McCarthy, Roy Campbell, Raymond Chandler, Dylan Thomas, Jean-Paul Sartre och T. S. Eliot, såväl som sådana författare ur Bloomsburygruppen som Virginia Woolf.

## Tidiga år
Spender föddes i Kensington i London. Hans föräldrar var journalisten Harold Spender och konstnären och poeten Violet Hilda Schuster. Första skolan han gick på var Hall School i Hampstead. Vid 13 års ålder började han på Gresham's School i Holt, Norfolk, för att senare studera vid Charlecote School i Worthing, där han emellertid inte trivdes. Efter att hans moders död flyttades han till University College School i Hampstead, som han senare kom att kalla "den förnämaste av skolor".
Han flyttade till Nantes och Lausanne, för att till slut ta sig till University College, Oxford (där han 1973 fick en hederstitel). Flera gånger konstaterade Spender att han aldrig någonsin tagit några examen. W. H. Auden var hans kanske närmsta vän, och hade stort inflytande på honom. Auden introducerade även Spender för Christopher Isherwood. Den första utgåvan av Audens Poems handtrycktes av Spender. Utan att erhålla någon grad lämnade han Oxford. 1929 flyttade han till Hamburg. Isherwood bjöd honom att komma till Berlin, där han också vistades i perioder. Halvårsvis återvände han till England. 

## Författarskap
Spender började arbeta på en roman 1929, som dock inte publicerades förrän 1988. Romanen fick titeln The Temple (Templet). Romanen handlar om en ung man som reser till Tyskland, och upptäcker en kultur som både är öppnare än Englands - speciellt när det rör homosexualitet och relationer mellan män - och med en framväxande nazism. Kombinationen mellan öppenheten som huvudkaraktären beundrar och de fascistiska tendenserna finner han förvirrande. I introduktionen från 1988 konstaterar Spender:
| ”                | Under 20-talets slut oroades engelska författare mer av censur än politik… 1929 var det sista året på den märkliga indiska sommaren - Weimarrepubliken. Flera av mina vänner, liksom jag själv, såg Tyskland som paradiset, utan censur och där unga tyskar åtnjöt stor frihet… | „ |
| – Spender, 1988. | |   |

Hans tidiga poesi, framförallt Poems från 1933, var inspirerad av social orättvisa. Detta förstärktes när han bodde i Wien, och uttrycktes i Forward from Liberalism och Vienna (1934), en lång dikt som hyllade det juliuppror som österrikiska socialister genomförde 1934. I det poetiska dramat Trial of a Judge från 1938 uttrycker han antifascistiska åsikter. 1936 gick han med i det brittiska kommunistpartiet. Harry Pollitt som var partiordförande bad honom skriva i Daily Worker om Moskvarättegångarna. 1937 sände de honom till Spanien för att rapportera om spanska inbördeskriget. Hans uppgift var att observera och rapportera om det sovjetiska skeppet Komsomol, som hade sjunkit med sovjetiska vapen på väg till den andra spanska republiken. Spender reste till Tanger och försökte komma in i landet via Cadiz, men sändes tillbaka. Han reste då till Valencia där han träffade Ernest Hemingway och Manuel Altolaguirre. Spender var under en period fängslad i Albacete. I Madrid träffade han André Malraux. De diskuterade André Gides Retour de l'U.S.S.R". På grund av sjukdom återvände han till England och köpte ett hus i Lavenham.  
Spender översatte verk av Bertolt Brecht och Miguel Hernández. Dessa förekom i John Lehmanns New Writing från 1938. Han stod nära det judiska folket. Hans mor, Violet Hilda Schuster, var till hälften judinna (hennes faders familj var tyska judar som konverterat till kristendomen) medan hennes mor kom från en överklassfamilj av tysk-katolsk, dansk-luthersk och avlägsen italiensk härkomst. Spenders andra fru, Natasha Spender, som han gifte sig med 1941, var judinna. Flera gånger träffade han poeten Edwin Muir.
Som en företrädare för den politiska vänsterflanken var Spender en av de som kände sig desillusionerade med kommunismen. Denna desillusion gav han uttryck för i essäsamlingen The God that Failed (1949) tillsammans med bland annat Arthur Koestler. En av de stora besvikelserna var Molotov-Ribbentrop-pakten mellan det nazistiska Tyskland och stalinistiska Ryssland, som många inom vänstern såg som ett svek. Tillsammans med Auden, Isherwood och flera andra uttalade antifascister från 1930-talet genomförde inte Spender militärtjänst i andra världskriget. På grund av hans tidigare kolit, dåliga syn, åderbråck och långsiktiga effekter av bandmask fick han vid mönstring enbart ett 'C', men återmönstrades och fick då B. Därigenom kunde Spender hjälpa till i en brandkår, "Auxiliary Fire Service". Vintern 1940 spenderade Spender med att undervisa vid en skola, som vikarie åt Manning Clark som återvände till Australien på grund av kriget. Efter kriget gick han med i den allierade kontrollkommissionen som arbetade med att återinrätta civil förvaltning i Tyskland.
Tillsammans med Cyril Connolly och Peter Watson grundade Spender tidskriften Horizon, och var dess utgivare mellan 1939 och 1941. Från 1947 till 1949 åkte han flera gånger till USA där han träffade sina vänner Auden och Isherwood. Han var utgivare av Encounter mellan 1953 och 1966, men avgick efter att det framkom att Congress for Cultural Freedom, som var tidskriftens förläggare, i hemlighet hade finansierats av CIA. Spender insisterade på att han var omedveten om detta. Han undervisade vid flera olika amerikanska institutioner. 1954 blev han 'Elliston Chair of Poetry vid University of Cincinnati och 1961 blev han professor i retorik vid Gresham College i London. Spender var med och grundade tidskriften Index on Censorship, var med att utveckla Poetry Book Society och arbetade för UNESCO. Han var professor i engelska vid University College i London mellan 1970 och 1977; därefter blev han professor emeritus.
Han blev medlem av brittiska imperieorden (CBE) 1962. Han dubbades 1983 vid Queen's Birthday Honours. Vid en ceremoni till 40-årsminnet av invasionen av Normandie, D-dagen, 6 juni 1984, citerade Ronald Reagan ur Spenders dikt The Truly Great:
Gentlemen, I look at you and I think of the words of Stephen Spender's poem. You are men who in your "lives fought for life... and left the vivid air signed with your honor."

## Privatliv

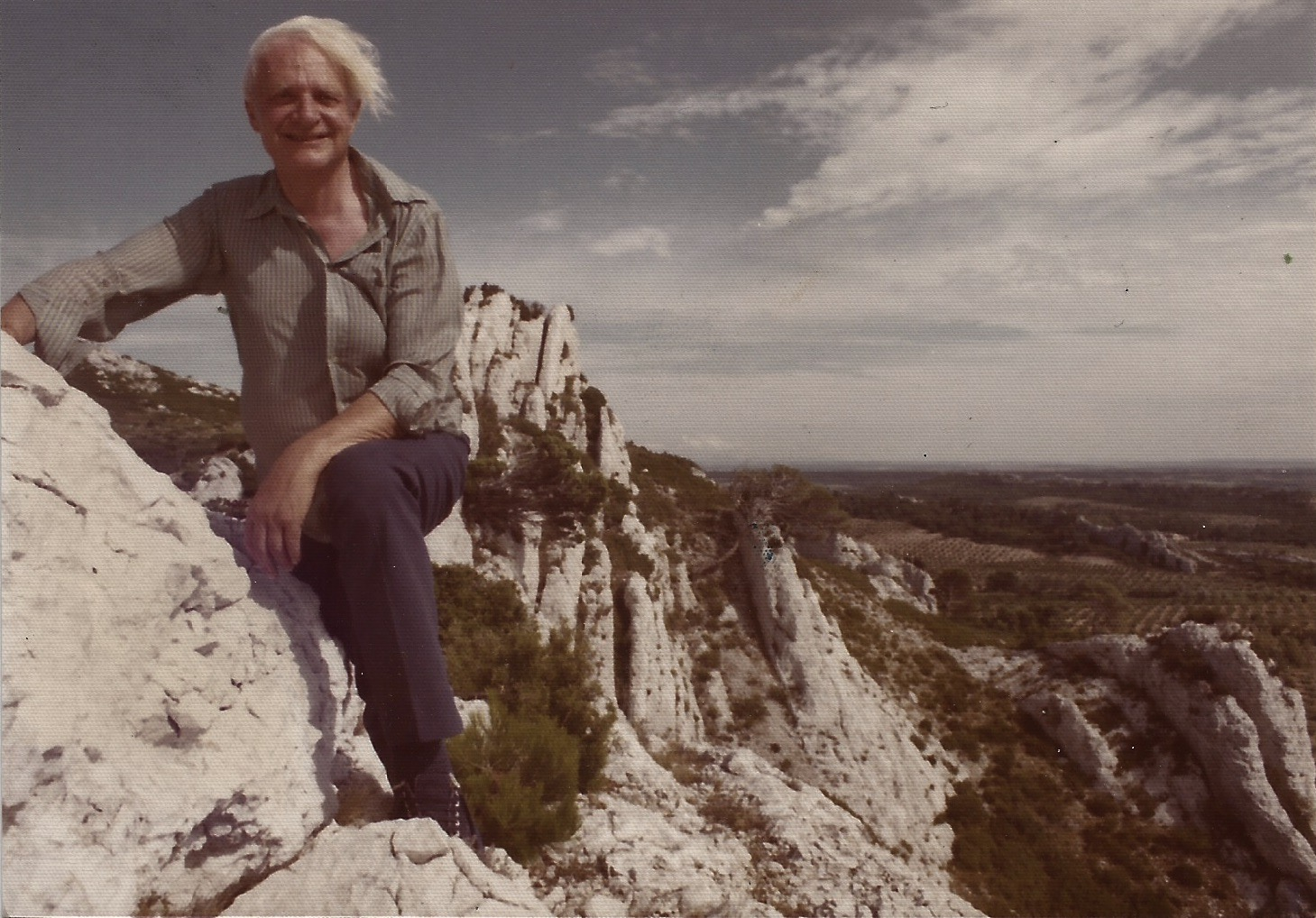
Stephen Spender i södra Frankrike, ca. 1970

1933 blev Spender kär i Tony Hyndman, som han levde tillsammans med 1935-1936. 1934 hade han en affär med Muriel Gardiner. I ett brev till Christopher Isherwood skrev han i september 1934 att "I find boys much more attractive, in fact I am rather more than usually susceptible, but actually I find the actual sexual act with women more satisfactory, more terrible, more disgusting, and, in fact, more everything." 1936, kort efter att relationen med Tony Hyndman avslutats, förälskade han sig i Agnes Maria Pearn (känd som Inez Pearn). Deras äktenskap tog slut 1939. 1941 gifte sig Spender med konsertpianisten Natasha Litvin. Äktenskapet höll till hans död. Deras dotter Lizzie är gift med den australiska skådespelaren och komikern Barry Humphries, och deras son Matthew är gift med dottern till den armeniska konstnären Arshile Gorky.
Spenders sexualitet har debatterats. Hans föränderliga attityder har gjort att han har kallats bisexuell, förtryckt, latent homofob, eller bara någon som är så komplex att det är svårt att kalla honom något. Många hans vänner från de tidigare åren var homosexuella. Spender själv hade många affärer med män, framförallt Tony Hyndman (som kallas Jimmy Younger i hans memoar World WIthin World). Efter hans affär med Muriel Gardiner var han främst i heterosexuella relationer, även om hans relation med Hyndman komplicerade både hans relation och kortvariga äktenskap med Inez Pearn. Äktenskapet med Natasha Litvin verkar ha avslutat hans romantiska relationer med män, om än inte slutet på all homosexuell aktivitet, som han uttryckte i hans ocensurerade dagböcker. Han tonade ner de homosexuella allusionerna i de senare utgåvorna av sin poesi. Bland annat ändrades "Whatever happens, I shall never be alone. I shall always have a boy, a railway fare, or a revolution." till "Whatever happens, I shall never be alone. I shall always have an affair, a railway fare, or a revolution." Spender stämde författaren David Leavitt för att använda sig av relationen med Jimmy Younger i verket While England Sleeps från 1994. Fallet avslutades utanför domstolen genom att Leavitt tog bort delar från sin text.
Spender dog av en hjärtattack i Westminster i London vid 86 års ålder.

## Priser
- 1995 Golden PEN Award[18]

## Källhänvisningar
Den här artikeln är helt eller delvis baserad på material från engelskspråkiga Wikipedia, 7 september 2014.
1. ↑  CONOR.Sl, CONOR.SI-ID: 27767395.[källa från Wikidata]
2. ↑  ”Poet Laureate Timeline: 1961–1970”. Library of Congress. 2008. http://www.loc.gov/poetry/laureate-1961-1970.html. Läst 6 oktober 2014.
3. ↑  Sutherland, John, Stephen Spender: The Authorized Biography (2004); US edition: Stephen Spender: A Literary Life (2005)
4. ↑  Sutherland, John (2005). Stephen Spender: A Literary Life. Oxford: Oxford University Press. ISBN 0-19-517816-5. http://books.google.com/?id=hOArXgCOZqgC&pg=PA44&lpg=PA44&dq=stephen+spender+worthing
5. ↑  Bozorth, Richard R. (1995). ”But Who Would Get It? Auden and the Codes of Poetry and Desire”. ELH 62 (3):  sid. 709–727. doi:10.1353/elh.1995.0023.
6. ↑  New Writing at Google Books Accessed 21 March 2009
7. ↑  ”Stephen Spender”. Poetry Archive. Arkiverad från originalet den 8 maj 2013. https://web.archive.org/web/20130508014953/http://www.poetryarchive.org/poetryarchive/singlePoet.do?poetId=7522. Läst 6 oktober 2014.
8. ↑  Stephen Holt, Manning Clark and Australian History, 1915–1963, St Lucia: UQP, 1982, s 60.
9. 1 2 3 4 5  Sutherland, John (september 2004). ”Spender, Sir Stephen Harold (1909–1995)”. Oxford Dictionary of National Biography (online). Oxford University Press. doi:10.1093/ref:odnb/57986. http://www.oxforddnb.com/view/article/57986. Läst 6 oktober 2014
10. ↑  Frances Stonor Saunders (12 juli 1999). ”How the CIA plotted against us”. New Statesman. http://www.newstatesman.com/node/135185. Läst 6 oktober 2014.
11. ↑  Warwick McFadyen, recension av John Sutherlands biografi "Stephen Spender", The Age, Review, s.3
12. ↑  ”Supplement”. The London Gazette. 25 maj 1962. https://www.thegazette.co.uk/London/issue/42683/supplement/4316. Läst 6 oktober 2014.
13. ↑  ”Supplement”. The London Gazette. 10 juni 1983. https://www.thegazette.co.uk/London/issue/49375/supplement/1. Läst 6 oktober 2014.
14. ↑  ”Supplement”. The London Gazette. 20 december 1983. https://www.thegazette.co.uk/London/issue/49575/page/16802. Läst 6 oktober 2014.
15. ↑  G. Patton Wright (20 december 2004). ”Spender, Sir Stephen”. glbtq.com. Arkiverad från originalet den 9 oktober 2014. https://web.archive.org/web/20141009223250/http://www.glbtq.com/literature/spender_s.html. Läst 6 oktober 2014.
16. ↑  Paul Kildea, Benjamin Britten: A Life in the Twentieth Century, s. 216
17. ↑  ”Deaths England and Wales 1984–2006”. Arkiverad från originalet den 4 november 2015. https://web.archive.org/web/20151104084417/http://www.findmypast.com/BirthsMarriagesDeaths.jsp. Läst 6 oktober 2014.
18. ↑  ”Golden Pen Award, official website”. English PEN. Arkiverad från originalet den 21 november 2012. https://web.archive.org/web/20121121020544/http://www.englishpen.org/prizes/golden-pen-award-for-a-lifetimes-distinguished-service-to-literature/. Läst 3 december 2012.